# Seleção Indiana de Críquete
O Conselho de Controle de Cricket na Índia ( BCCI ), com sede em Mumbai , Maharashtra , na Índia, é o órgão nacional para todos críquete na Índia. O conselho foi formado em dezembro de 1928 como BCCI substituído Calcutá Cricket Club . BCCI é uma sociedade, registrado sob o Ato de Registro Tamil Nadu Societies. Usa frequentemente estádios de propriedade do governo em todo o país com uma renda anual nominal ,É um "clube privado de consórcio". Os clubes estaduais selecionar seus representantes (secretários) que por sua vez seleciona os funcionários BCCI.

## Historia
Em 1912, uma equipe de críquete toda a Índia visitou a Inglaterra pela primeira vez, patrocinado e capitaneada pelo Marajá de Patiala , e contou com os melhores jogadores de cricket naquela epoca. Em 1926, dois representantes da Calcutá Cricket Club viajaram para Londres para participar de uma  de reuniões da Conferência Cricket imperial council , o predecessor do atual Conselho Internacional de Críquete. Apesar de não ser tecnicamente um representante oficial de críquete da Índia, foi autorizado a participar por Lord Harris , presidente do conselho. O resultado da reunião foi a decisão do MCC para enviar uma equipe para a Índia, liderada por Arthur Gilligan , que capitaneou a Inglaterra em The Ashes . Os hindus, bem como a equipe de toda a Índia, desempenho impressionante durante esta excursão.
Em uma reunião com o marajá de Patiala e outros, Gilligan elogiou críquete indiano e prometeu pressionar por sua inclusão no ICC, se todos os promotores do jogo na terra se reuniram para estabelecer um único organismo de controlo. A garantia foi dada e uma reunião realizada em Nova Deli em 21 de Novembro de 1927, com a participação de delegados de Sindh , Punjab , Patis , Delhi, Províncias Unidas , Rajputana , Alwar , Bhopal , Gwalior , Baroda , Kathiawar e Índia Central .
Um consenso foi alcançado para criar um quadro para o controle do críquete na Índia. Outra reunião, em 10 de dezembro de 1927, trouxe uma decisão unânime para formar uma placa de "provisório" de controle para representar críquete na Índia.Em dezembro de 1928, o BCCI foi formado, apesar de ter apenas seis associações filiadas a ela como contra os oito decidiu-antes. RE Grant Govan foi feito seu primeiro presidente e Anthony De Mello seu primeiro secretário.

## Divergências com a ICC
Nos anos, o BCCI entrou em desacordo com o TPI(cronograma oficial de jogos estabelecidos pela ICC). Uma serie de acordos  unilaterais para  entre a Índia e Austrália e Inglaterra foram realizados .
Em 2009, o ICC e BCCI estavam em desacordo sobre a WADA , "programa anti doping do conselho" .
O BCCI é reconhecido por usar seu poder de influenciar algumas decisões do TPI. Estes incluíram agendamento, suspensões de jogadores e compromissos ICC. Como a Índia é um grande mercado em termos de receita no críquete internacional, as opiniões do BCCI carregar o peso dentro de processo de tomada de decisões do TPI. O BCE, Cricket Australia e do BCE são considerados como "Big Three" de jogadores de críquete econômicos. Após o polêmico 2007/08 teste de Sydney entre Austrália e Índia, o BCCI sugeriu ao TPI a retirar árbitro polêmico Steve Bucknor para o resto da turnê, substituindo-o com a Nova Zelândia árbitro Billy Bowden .
Além disso, a proibição imediata de três partidas imposta Harbhajan Singh por suposto abuso racial, Foi suspenso e posteriormente levantada após as acusações foram provou ser falso em uma audiência disciplinar ICC. A audiência foi iniciada somente após que o BCCI ameaçou retirar a equipe indiana do tour oficial,  a menos que a proibição foi levantada. O BCCI foi acusado por outras nações criquete de forma injusta, utilizando o seu poder para pressionar o ICC em fazer concessões para eles, enquanto o TPI por sua vez, foi acusado de ser 'corrupto ".
BCCI está atualmente em uma situação de guerra fria com ICC sobre o uso do Umpire Decision Review System (UDRS), que na pratica seria mais um dos mecanismo usado para auxiliar o arbitro durante as partidas . O BCCI é totalmente contra o uso de UDRS em eventos ICC. Outra polemica envolvendo o BCCI é em relaçao ao criquete se tornar esporte olimpico os Indianos tem uma serie de argumentos contra a inclusao do criquete como esporte olimpico.  Apesar dos Indianos incentivarem as naçoes afiliadas da icc, como o Brasil por exemplo a pratica do criquete t20.

## Competiçoes
Competiçoes organizadas pelo BCCI:
- BCCI Corporate Trophy
- Syed Mushtaq Ali Trophy
- Irani Cup
- NKP Salve Challenger Trophy
- Ranji Trophy
- Duleep Trophy
- Vijay Hazare Trophy
- Deodhar Trophy
- Indian Premier League (IPL)
- Vizzy Trophy

## Ligaçoes Externas
- BCCI pagina oficial
- Indianos e Britânicos sao contra o críquete ser Olímpico